# 4934 Rhôneranger
4934 Rhôneranger là một tiểu hành tinh vành đai chính với chu kỳ quỹ đạo là 1899.7952971 ngày (5.20 năm).
Nó được phát hiện ngày 15 tháng 5 năm 1985.